# Johann Georg Pisendel
Johann Georg Pisendel, nemški baročni skladatelj in violinist, * 26. december 1678, † 25. november 1755.
Od leta 1712 do smrti je bil vodja dvornega orkestra v Dresdnu, takrat najboljše instrumentalne zasedbe v Evropi.